# Корвина
Корвина — сорт чёрного винограда, используемый для производства красных вин. Выращивается в основном в итальянском регионе Венето, а именно в винодельческих районах Вальполичелла и Бардолино, расположенных рядом с озером Гарда.

## Основные характеристики
Лист средний, пятилопастный. Гроздь крупная, плотная часто с двумя «плечами». Цветок обоеполый. Ягоды средней величины, округлые. Цвет ягод — темно-синий, покрыты густым пруином (восковой налёт), кожица толстая. Урожайность этого сорта винограда сильно зависит от условий, но, как правило, высока. Корвина склонен к перегрузке урожаем, необходимо прореживание. Относится к сортам позднего периода созревания. Сорт устойчив к серой гнили.

## Культивирование
Виноград Корвина созревает поздно и даёт высокие урожаи, что может отрицательно сказаться на качестве вина. Во время цикла роста виноградной лозы первые несколько бутонов не дают плодов. Лозы необходимо выращивать на перголе, которая позволяет использовать длинную лозу, дающую большое количество бутонов.

## Применение
Из винограда сорта Корвина получаются вина от легкотельных до среднетельных с легким малиновым оттенком. Естественная высокая кислотность винограда может сделать вино несколько терпким с легкой ноткой горького миндаля. Послевкусие иногда отмечается вишневыми нотками. В некоторых местах региона Вальполичелла производители используют выдержку в бочках для придания вину структурности букета и более сложного вкуса. Маленькие ягоды Корвины содержат мало танинов и красящих веществ, но имеют толстую кожицу, которая идеально подходит для сушки и защищает виноград от гнили.
Сорт является основой для создания вин: сухих, столовых. Для производства вин в регионах Вальполичелла и Бардолино его смешивают с сортами Рондинелла, Молинара и Негара. Основной (базовый) сорт в составе купажей вин Амароне и Речото.

## Синонимы
Носит также следующие названия: Корвина нера, Корвина Веронезе (Corvina Veronese), Корбина (Corbina), Корвина Джентиле (Corvina Gentile), Корвина Рицца (Corvina Rizza), Корбинелла (Corbinella), Корвинона (Corvinona). 
Не путать с Корвиноне (Corvinone) — иным сортом винограда, который до недавнего времени считался синонимом Корвины или же её клоном. При производстве Амароне допускается заменять Корвину на Корвиноне, так как эти сорта обладают сходными свойствами.